# Mogens Lassen
 (juillet 2021).
Si vous disposez d'ouvrages ou d'articles de référence ou si vous connaissez des sites web de qualité traitant du thème abordé ici, merci de compléter l'article en donnant les références utiles à sa vérifiabilité et en les liant à la section « Notes et références ».
Mogens Lassen (20 février 1901 - 14 décembre 1987) est un architecte et designer moderniste danois, et un des pionniers du fonctionnalisme scandinave. Il conçoit principalement des bâtiments résidentiels, sous forme de maisons individuelles et d'immeubles à appartements. Il est le frère de Flemming Lassen, également architecte fonctionnaliste réputé.

## Biographie
Mogens Lassen est né le 20 février 1901 à Copenhague dans une famille d'artistes. Son père, Hans Vilhelm Lassen est peintre décorateur et sa mère, Ingeborg Winding (1871-1908) est artiste-peintre. Son grand-père est le compositeur August Winding. Après le décès prématuré de sa mère, lui et son frère Flemming sont élevés par leur grand-mère, Clara Winding, fille elle-même du compositeur Johan Peter Emilius Hartmann. 
Mogens Lassen suit les cours de l'Académie royale des Beaux-Arts du Danemark et puis se perfectionne dans divers studios d'architectes à Copenhague, notamment auprès de Tyge Hvass. De 1927 à 1928, alors qu'il travaille à Paris pour la société danoise Christiani & Nielsen, il fait la connaissance de Le Corbusier qui l'inspire à concevoir lui-même des maisons modernes et innovantes en béton armé. A son retour au Danemark, il fonde son propre studio. En 1971, il reçoit la médaille C.F. Hansen. 
Ses maisons sont indissociables de ce qu'on a pu appeler le «fonctionnalisme blanc» au Danemark et sont toutes des œuvres maîtresses en leur genre.

## Meubles
En plus de son travail raffiné d'architecte, Mogens Lassen laisse sa marque comme designer de meubles. Dans l'un comme dans l'autre, son style se caractérise par la recherche de simplicité. En particulier ses meubles et objets en acier des années 1930 sont devenus emblématiques. L'exemple le plus connu est sans doute son bougeoir «Kubus» qui reste encore aujourd'hui un objet-culte du design danois. Ses créations ultérieures en bois sont de même encore aujourd’hui très populaires, en particulier son tabouret à trois pieds et sa table basse égyptienne pliante de 1940, produits à l'origine par AJ Iversen.